# Catedral de Nuestra Señora de la Sabiduría (Blantire)
La Catedral de Nuestra Señora de la Sabiduría[cita requerida] o Catedral Limbe de Nuestra Señora de la Sabiduría[cita requerida] también simplemente Catedral de Blantire (en inglés: Limbe Cathedral of Our Lady of Wisdom) es el nombre que recibe un edificio religioso que pertenece a la Iglesia Católica y se encuentra ubicado en Blantire la segunda ciudad más grande del  país africano de Malaui, concretamente en la Región Sur (Chakumwera).
El templo sigue el rito romano o latino y sirve como sede de la arquidiócesis de Blantire (Archidioecesis Blantyrensis) que fue creada en 1959 por el papa Juan XXIII mediante la bula Cum christiana fides.
Esta bajo la responsabilidad pastoral del arzobispo Thomas Luke Msusa. Las misas se ofrecen tanto en idioma inglés como en la lengua local Chichewa.